# (7025) 1993 QA
(7025) 1993 QA es un asteroide que forma parte de los asteroides Apolo, descubierto el 16 de agosto de 1993 por el equipo del Spacewatch desde el Observatorio Nacional de Kitt Peak, Arizona, Estados Unidos.

## Designación y nombre
Designado provisionalmente como 1993 QA.

## Características orbitales
1993 QA está situado a una distancia media del Sol de 1,475 ua, pudiendo alejarse hasta 1,940 ua y acercarse hasta 1,011 ua. Su excentricidad es 0,314 y la inclinación orbital 12,60 grados. Emplea 654,845 días en completar una órbita alrededor del Sol.

## Características físicas
La magnitud absoluta de 1993 QA es 18,3.